# Peter Fischer-Colbrie
Peter Fischer-Colbrie (* 1941 in Wien) ist ein österreichischer Fachmann für Gartenbau.

## Leben
Peter Fischer-Colbrie studierte Forstwirtschaft an der Universität für Bodenkultur in Wien, Studienrichtung, und promovierte 1973. Schon seit 1969 war er Angestellter der International Atomic Energy Agency Wien (IAEA), im Fachbereich Entwicklungshilfe.
1973 wechselte er an die Bundesanstalt für Pflanzenschutz, 1984–1988 wurde er Abteilungsleiter der Zoologie II. Ab 1989 war er Direktor der Österreichischen Bundesgärten. In seine Wirkungszeit fallen die Erneuerung der Palmen- und Schmetterlingshäuser in Schönbrunn und im Burggarten, und die Arbeiten im Rahmen des Parkpflegewerkes 1995 in Schönbrunn. Herausragend ist die Aufnahme von Schloss und Garten Schönbrunn in das UNESCO-Welterbe 1997. 2003 trat er in den Ruhestand.
Seit 1999 ist Fischer-Colbrie Präsident der Österreichischen Gartenbaugesellschaft (ÖGG). Außerdem ist er (kooptiertes) Vorstandsmitglied der Österreichischen Gesellschaft für historische Gärten.
2004 erhielt er das Goldene Ehrenzeichen für Verdienste um das Land Wien.

## Veröffentlichungen
Etwa 350 Fachpublikationen, 200 Fachvorträge, Mitautor von sechs Fachbüchern.